# Пышкало, Анатолий Михайлович
Анато́лий Миха́йлович Пышка́ло (23 мая 1919 — 2 апреля 2000 года, Москва) — известный советский, российский учёный и педагог, член-корреспондент РАО (1993), (член-корреспондент АПН СССР с 23.05.1985), доктор педагогических наук (1976), профессор (1977), главный научный сотрудник Института общего среднего образования РАО (1995—2000).

## Краткая биография
Родился 23 мая 1919 г. в Москве в семье учителей. Отец — Пышкало Михаил Антонович (1885—1941), белорус, имел два высших образования, народный учитель, директор школы № 240 (Москва, Дзержинский район), погиб в рядах народного ополчения под г. Ельня Смоленской области в сентябре 1941 г.. Мать — Скрябина, Антонина Владимировна (1894—1977), русская, получила два высших образования, одна из первых удостоилась почётного звания Заслуженный учитель школы РСФСР, кавалер многих орденов и медалей. В семье родилось четверо детей: Геннадий (умер в детском возрасте), Анатолий, Людмила (1921 г.р., в замужестве — Буравцева), Ирина (1923 г.р., в замужестве - Саракаева).
Окончил среднюю школу № 233 им. В. Р. Менжинского в 1937 г. и поступил в МАИ им. С. Орджоникидзе. В 1939 г. призван со студенческой скамьи в армию. Ветеран Финской и Великой Отечественной войн. Воинское звание — старший лейтенант.
Супруга — Наира Хамзиевна (1928 г.р., в девичестве Казакулова), от неё две дочери: Наталия (1948 г.р., в замужестве Янковская) и Ирина (1952 г.р.).
После демобилизации, работая учителем в разных школах Москвы, окончил физико-математический факультет МГЗПИ (1952). Практически до конца жизни преподавал и вёл научно-исследовательскую деятельность в разных высших и средних учебных заведениях и НИИ Москвы. В НИИ содержания и методов обучения АПН СССР (с 1992 г. — НИИ общеобразовательной школы РАО, а с 1995 г. — Институт общего среднего образования РАО) заведовал лабораторией начального образования (1968—1991), а затем работал главным научным сотрудником (1991—2000).

### Увлечения
В молодости А. М. Пышкало был великолепным спортсменом (занимался конькобежным спортом, лыжами, футболом, теннисом). Он болел за футбольный клуб «Динамо» и, будучи призван в Советскую Армию, играл в местной футбольной команде (о чём и писал в своих письмах матери). Увлекался всевозможным коллекционированием (почтовые марки, значки и т. п.), фотографированием.

## Научная и педагогическая деятельность
В 1966 г. защитил диссертацию на тему: «Вопросы формирования геометрических представлений у младших школьников», получив учёную степень кандидата педагогических наук; а в 1975 г. им защищена докторская диссертация по теме «Методическая система обучения геометрии в начальной школе». Учёное звание профессора получено в 1977 г. Общий стаж его научно-педагогической деятельности свыше 44 лет.
Пышкало исследовал структуру и закономерности функционирования методической системы обучения, уделяя особое внимание дидактике и методике начального обучения, в особенности, обучения математике. Эти вопросы изучены им как широкие и перспективные психологические и дидактические проблемы, что способствовало преодолению сложившейся ранее системы изолированности начального обучения от систематического на средней и старшей ступени школы. Он один из инициаторов создания нового образца школы с началом обучения с шестилетнего возраста.

## Научная школа
Усилиями этого учёного создана научная школа. Свыше 60 его учеников защитили кандидатские и докторские диссертации, получив известность в России и других странах. Пышкало — автор более 400 научных трудов по актуальным вопросам теории и практики обучения, монографий, учебников для школы, учебных и методических пособий для учителей и студентов педагогических вузов, кинофильмов и диафильмов по математике.

## Основные опубликованные труды
- Геометрия в I—IV классах (1965, 1968)
- Математика в начальных классах (1968—1971, ч.1-3; соавт.)
- Математика, 4 класс (1977, ч.1-2; соавт.)
- Актуальные проблемы методики обучения математике в начальных классах (1977)
- Методика обучения математике в I—III классах (1978; соавт.)
- Дидактика начального обучения (1977; ред.)
- Преемственность в обучении математике. (1978; сост.)
- Начальное обучение (1982)
- Совершенствование обучения младших школьников (1984; соавт)
- Обучение и воспитание детей с шестилетнего возраста в школе (1987; соавт.)
- Основы начального курса математики. (1988; соавт)
- Концепция начального образования (1990—1991)

## Награды
- Нагрудный знак «Отличник РККА» (1940)
- Орден Отечественной войны II степени (1985)
- Медаль «За победу над Германией в Великой Отечественной войне 1941—1945 гг.» (1957)
- Медаль Маршала Жукова (1966)
- Медаль «60 лет вооруженных сил СССР» (1978)
- Медаль «70 лет вооруженных сил СССР» (1988)
- Медаль «50 лет Победы в Великой Отечественной войне 1941—1945 гг.» (1995)
- Медаль К. Д. Ушинского (1976)
- Медаль Н. К. Крупской (1981)
- Медаль «Ветеран труда» (1984)
- Нагрудный знак «Отличник просвещения СССР» (1975)
- Нагрудный знак «Отличник народного просвещения Узбекской ССР» (1979)
- Ведомственные грамоты